# Primera Liga de la República Srpska en baloncesto
La Primera Liga de la República Srpska (en serbio: Прва лига Републике Српске), conocida como Meridianbet Prva muška liga RS por motivos de patrocinio, es una competición profesional de baloncesto masculino de primera división en la República Srpska, Bosnia y Herzegovina. E Forma parte de las tres divisiones regionales de segunda división de Bosnia y Herzegovina
Antes de la creación de la Liga de la República Srpska, los equipos de esta región participaban en los campeonatos de la República Federativa de Yugoslavia y en los Campeonatos de la SFR Yugoslavia.
La Primera Liga, gestionada por la Asociación de Baloncesto de la República Srpska, cuenta con 13 equipos. Borac Banja Luka ostenta el récord de más títulos, con nueve.

## Historia
Tras la disolución de la Liga de la República Federativa Socialista de Yugoslavia en 1992, el Borac Banja Luka jugó en la Primera División de la República Federativa de Yugoslavia durante la temporada 1992/93. Sin embargo, el Borac disputó sus partidos como local en Ruma y Jagodina. Además de las competiciones yugoslavas, también se llevaron a cabo torneos en la República Srpska. El 16 y 17 de octubre de 1993 se celebró en Banja Luka el torneo final del Campeonato de la República Srpska. Con victorias sobre Semberija (100-62) y Orlovi (101-93), el Borac se convirtió en el primer campeón de la República Srpska.

## Sistema de competencia
El campeonato consta de dos fases:
Primera faseCorresponde a la etapa liguera del torneo, que se disputa bajo un sistema de doble puntuación (un partido en casa y otro como visitante).
Segunda fase (Play-Offs)Es una competición entre los cuatro equipos mejor clasificados tras la fase de liga. El ganador de los Play-Offs se convierte en el campeón de la República Srpska y asegura un lugar en la Primera Liga de BiH. En función de su clasificación en el campeonato de Bosnia y Herzegovina, los clubes de la República Srpska se clasifican para la Liga Adriática.

## Equipos temporada 2024-25[6]
| Equipo           | Ciudad     | Sede                            |
| ---------------- | ---------- | ------------------------------- |
| Akademac         | Banja Luka | JU SC Borik                     |
| Bratunac         | Bratunac   | SD Bratunac                     |
| Budućnost        | Bijeljina  | OŠ Vuk Karadžić                 |
| Drina Princip    | Zvornik    | JU RSC Zvornik                  |
| HEO Bileća       | Bileća     | SD Tijana Bošković              |
| Prijedor Spartak | Prijedor   | SD Mladost                      |
| Radnik BNB       | Bijeljina  | OŠ Vuk Karadžić                 |
| Rogatica         | Rogatica   | SD Rogatica                     |
| Sloboda 73       | Novi Grad  | SD Novi Grad                    |
| Stars Basket     | Gradiška   | SD Arena                        |
| Student Igokea   | Banja Luka | SD Nenad Baštinac Aleksandrovac |
| Sutjeska         | Foča       | SD Foča                         |
| Varda HE         | Višegrad   | SD Višegrad                     |

## Palmarés
| Temporada | Campeón                    | Subcampeón              | Resultado |
| 1993      | KK Borac Borovica          | KK Orlovi               | 101-93    |
| 1994-95   | KK Borac                   |                         |           |
| 1995-96   | KK Borac Nektar            | KK Igokea               | 125-69    |
| 1996-97   | KK Borac Nektar            |                         |           |
| 1997-98   | KK Borac Nektar            | KK Leotar               | 2-0       |
| 1998-99   | KK Borac Nektar            | KK Doboj putevi Modriča | 2-0       |
| 1999-00   | KK Igokea                  | KK Borac Nektar         | 2-1       |
| 2000-01   | KK Igokea                  | KK Borac Nektar         | 2-0       |
| 2001-02   | KK Borac Nektar            | KK Igokea               | 2-0       |
| 2002-03   | KK Leotar                  | KK Rudar Ugljevik       | 2-0       |
| 2003-04   | KK Radnik Bijeljina        | KK Rudar Ugljevik       | 2-1       |
| 2004-05   | KK Rudar Ugljevik          | KK Slavija (IS)         | 2-1       |
| 2005-06   | KK Slavija (IS)            | KK Drina Birač          | 2-1       |
| 2006-07   | KK Borac Nektar Banja Luka | KK Mladost (MG)         | 2-1       |
| 2007-08   | KK Mladost (MG)            | KK Radnik Bijeljina     | 2-0       |
| 2008-09   | KK Sutjeska Foča           | KK Bratunac Mins        | 2-1       |
| 2009-10   | KK Varda HE                | KK Servicijum           | 2-1       |
| 2010-11   | KK Servicijum              | KK Sutjeska Foča        | 2-0       |
| 2011-12   | KK Radnik BN basket        | KK Građanski Bijeljina  | 2-0       |
| 2012-13   | KK Građanski Bijljina      | KK Heo                  | 2-0       |
| 2013-14   | KK Heo                     | KK Sutjeska Foča        | 2-1       |
| 2014-15   | KK Radnik BN basket        | KK Rogatica             | 2-1       |
| 2015-16   | KK Prijedor                | KK Student              | 3-1       |
| 2016-17   | KK Radnik BN basket        | KK Sutjeska Foča        | 3-2       |
| 2017-18   | KK Bratunac                | OKK Borac Banja Luka    | 3-1       |
| 2018-19   | KK Leotar                  | OKK Borac Banja Luka    | 3-2       |
| 2019-20   | KK Borac Nektar            |                         |           |
| 2020-21   | KK Radnik BN basket        | OKK Drina Princip       | 3-2       |
| 2021-22   | KK Budućnost BN            | KK Slavija (IS)         | 3-1       |
| 2022-23   | KK Prijedor Spartak        | KK Rogatica             | 3-1       |
| 2023-24   | KK Jahorina                | Budućnost Profi         | 3-0       |

## Títulos por club
| Club                   | Campeón | Años campeón                                                                 |
| ---------------------- | ------- | ---------------------------------------------------------------------------- |
| KK Borac Nektar        | 9       | 1993, 1994/95, 1995/96, 1996/97, 1997/98, 1998/99, 2001/02, 2006/07, 2019/20 |
| KK Radnik Bijeljina    | 5       | 2003/04, 2011/12, 2014/15, 2016/17, 2020/21                                  |
| KK Igokea              | 2       | 1999/00, 2000/01                                                             |
| KK Leotar              | 2       | 2002/03, 2018/19                                                             |
| KK Prijedor            | 2       | 2015/16, 2022/23                                                             |
| KK Rudar Ugljevik      | 1       | 2004/05                                                                      |
| KK Slavija IS          | 1       | 2005/06                                                                      |
| KK Mladost MG          | 1       | 2007/08                                                                      |
| KK Sutjeska Foča       | 1       | 2008/09                                                                      |
| KK Varda HE            | 1       | 2009/10                                                                      |
| KK Servicijum          | 1       | 2010/11                                                                      |
| KK Građanski Bijeljina | 1       | 2012/13                                                                      |
| KK Heo                 | 1       | 2013/14                                                                      |
| KK Bratunac            | 1       | 2017/18                                                                      |
| KK Budućnost BN        | 1       | 2021/22                                                                      |
| KK Jahorina            | 1       | 2023/24                                                                      |